# Тиса (водохранилище)
Ти́са (Кишкёреи-Визтарозо; венг. Tisza-tó, венг. Kiskörei-víztározó) — крупнейшее водохранилище Венгрии. Образовано на реке Тиса. Его также часто называют озером.
Водоём расположен на равнине Альфёльд к юго-востоку от города Эгер на границе трёх медье Боршод-Абауй-Земплен, Хайду-Бихар и Яс-Надькун-Сольнок. Водохранилище Тиса является частью национального парка Хортобадь, в 1999 году включённого в список Всемирного культурного наследия ЮНЕСКО.
Длина водохранилища составляет 27 км, площадь — 127 км². Средняя глубина составляет 1,3 м, максимальная — 17 м. На водохранилище множество островов общей площадью 43 км². Водоём разделён на 3 основные части.

## История
Водохранилище было создано в рамках программы по борьбе с паводками на реке Тиса. Сооружение плотины и ГЭС на Тисе у населённого пункта Кишкёре началось в 1968 году и было завершено 1973 году. Водохранилище начало заполняться с 1973 года, и максимальный уровень воды был достигнут в 1990-х годах. После образования водохранилища, оно стало для венгров новым местом отдыха в противовес Балатону, всегда заполненному до отказа туристами. В результате водоёму было дано современное название и туризм был объявлен приоритетным направлением развития. По берегам озера расположено несколько курортов с термальными источниками: Абадсалок, Карцаг, Кишкёре и другие. Построены гостиницы, бассейны, оборудованы кемпинги и пляжи.

## Природа
Озеро имеет своеобразную местную флору и фауну, которая постепенно формировалась с начала заполнения водоёма водами реки Тиса. Обитает около 50 видов рыб. 27 апреля 2012 года на берегу Тисы был открыт экоцентр, предназначенный для туристов, которые хотят узнать о дикой природе долины реки Тиса и водохранилища.

## Галерея
- Озёрный пейзаж
- Мост на Дебрецен
- Тиса летом
- Экоцентр